# Félix Bolaños
Félix Bolaños García (Madrid, 17 de diciembre de 1975) es un abogado, político y asesor legal español, actual ministro de la Presidencia, Justicia y Relaciones con las Cortes del Gobierno de España desde 2023. Anteriormente, fue ministro de la Presidencia, Relaciones con las Cortes y Memoria Democrática entre 2021 y 2023 y fue secretario general de la Presidencia del Gobierno de España entre 2018 y 2021.

## Biografía
Nacido en Madrid en 1975. Se licenció en Derecho por la Universidad Complutense de Madrid. Tras la licenciatura hizo dos cursos de posgrado y fue el número uno de su promoción tanto en el Curso General de Abogacía como en el Curso Especial de Derecho Laboral de la Escuela de Práctica Jurídica (EPJ) de la UCM.
En 1998 pasó a ejercer la abogacía, y en 2001 comenzó a trabajar como abogado del departamento laboral en el bufete Uría Menéndez. En mayo de 2005 ingresó como letrado asesor en el Banco de España en materia laboral, sindical y de Seguridad Social, convirtiéndose en empleado del Banco de España. Entre octubre de 2008 y junio de 2018 ejerció de jefe de la división de Asesoría Jurídica Laboral y Documentación Jurídica del Banco de España. Actualmente está en excedencia como letrado del Banco de España.
Fue docente en el Instituto de Empresa (IE Law School).

## Trayectoria política
Militante del Partido Socialista Obrero Español (PSOE), afiliado en Madrid, entre 2008 y 2017 fue miembro del Comité Regional del PSOE de Madrid.
En el Congreso Extraordinario celebrado por el PSOE en julio de 2014, Félix Bolaños fue elegido secretario de la Comisión Federal de Ética y Garantías, cargo para el que volvió a ser elegido en el 39.º Congreso celebrado en junio de 2017. Ese mismo año fue designado por la Comisión Ejecutiva Federal como coordinador para la elaboración del nuevo Reglamento Federal de Desarrollo de los Estatutos del PSOE, que se aprobó por el Comité Federal el 17 de febrero de 2018.
Desde septiembre de 2017 hasta agosto de 2018 fue secretario de la Fundación Pablo Iglesias. Tras su salida de la secretaría de la fundación se mantiene como patrono.
Durante el 40 Congreso del PSOE, en 2021, fue nombrado secretario para la Reforma Constitucional y Nuevos Derechos. El 1 de diciembre de 2024 fue nombrado secretario de Justicia en la nueva Ejecutiva del PSOE de Pedro Sánchez tras la celebración del 41 Congreso del PSOE.
Es miembro del consejo de redacción de la revista Temas y de los patronatos de la Fundación Sistema y de la Fundación Internacional y para Iberoamérica de Administración y Políticas Públicas.

### Secretario general de la Presidencia
En junio de 2018 fue nombrado secretario general de la Presidencia del Gobierno, mediante Real Decreto 367/2018, de 8 de junio dentro del Gabinete de la Presidencia del Gobierno, cargo en el que fue ratificado por el presidente del Gobierno, Pedro Sánchez, en enero de 2020, al comienzo de su segundo mandato como jefe del ejecutivo. Como tal, también formó parte del Consejo de Administración de Patrimonio Nacional, nombrado vocal por Real Decreto 601/2018, de 22 de junio.

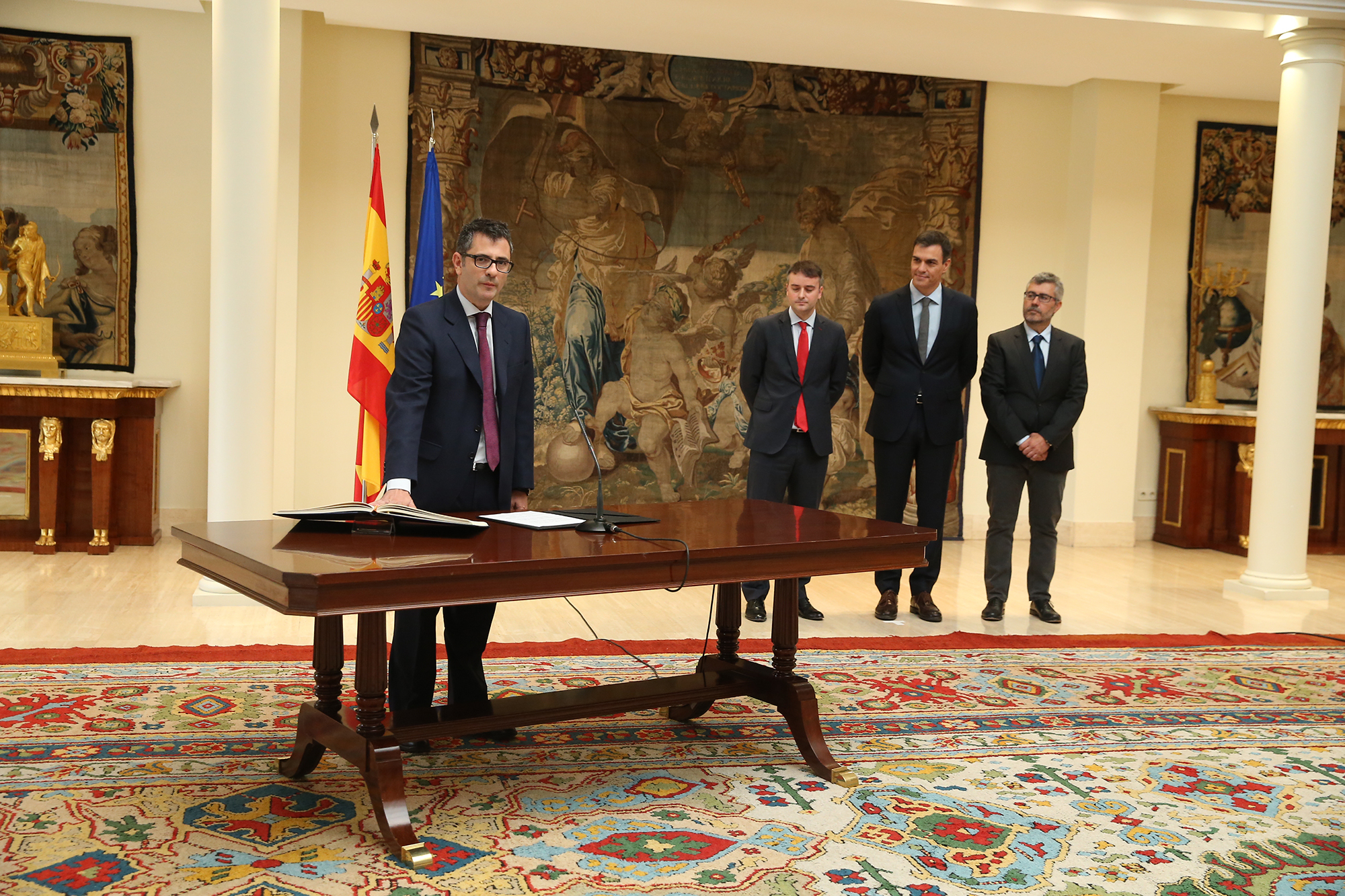
Toma de posesión de Bolaños como secretario general de la Presidencia.

Encargado de la coordinación del dispositivo del proceso para la exhumación, traslado y reinhumación de los restos del dictador Francisco Franco, fue una de las autoridades del Estado presentes en el evento, que tuvo lugar el 24 de octubre de 2019, ejerciendo como único interlocutor en representación del Gobierno con la familia Martínez-Bordiú Franco.
Posteriormente, recibió el encargo por parte del presidente del Gobierno de diseñar las estructuras de los ministerios del primer gobierno de coalición de España desde la Segunda República y formó parte de la comisión de seguimiento del pacto de coalición.

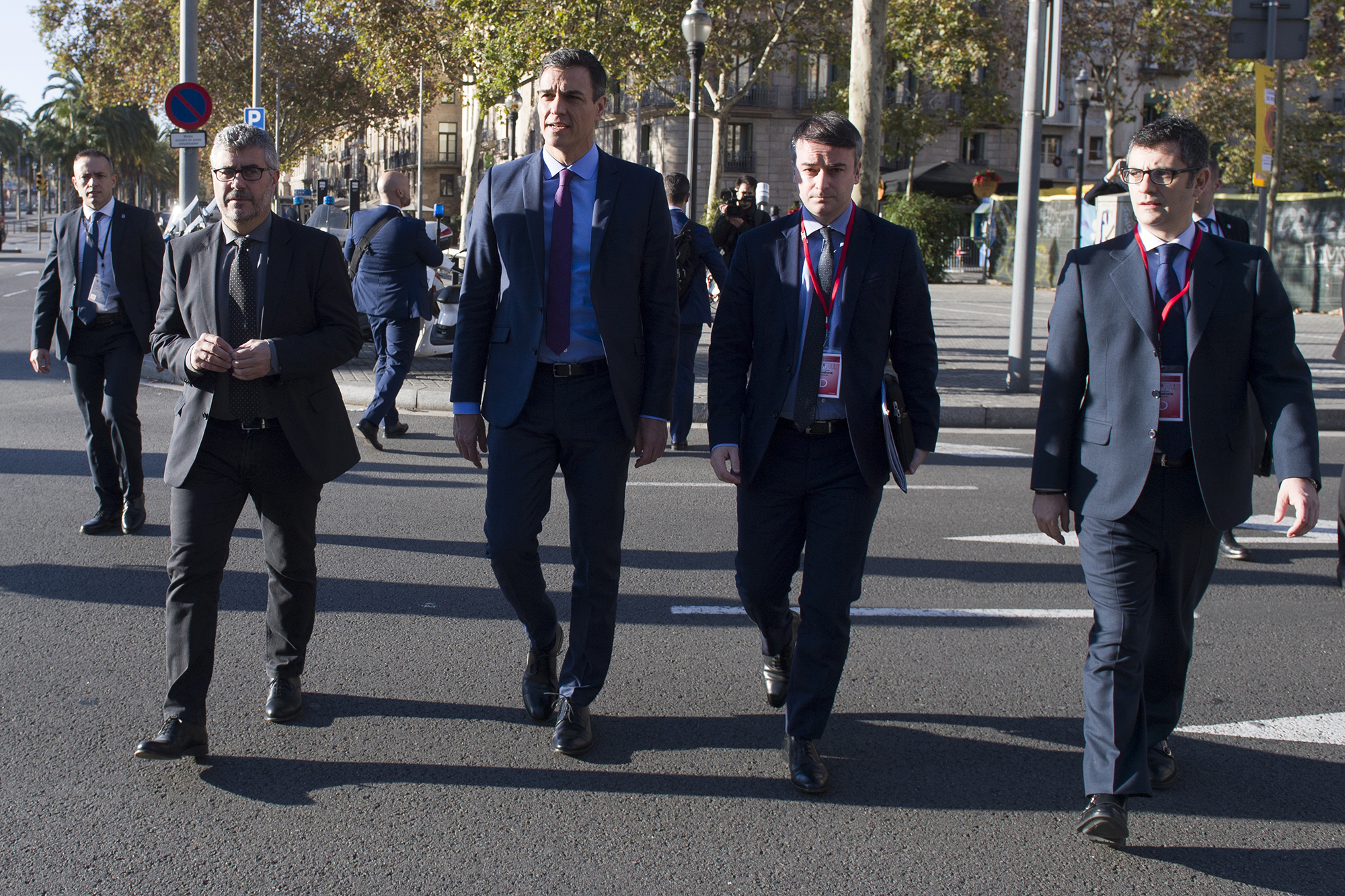
Bolaños, junto al presidente del Gobierno y otros altos cargos, en el contexto de la reunión del Consejo de Ministros en Barcelona en diciembre de 2018.

Durante 2020 y 2021 pilotó las conversaciones para la renovación de instituciones del Estado como el Consejo General del Poder Judicial, el Tribunal de Cuentas o el Defensor del Pueblo, entre otros, alcanzando un acuerdo para la renovación del Consejo de Administración de Radio Televisión Española, pendiente tras más de dos años, eligiendo el Congreso de los Diputados, el 25 de marzo de 2021, por 247 votos a favor (más de los dos tercios de la cámara baja necesario) al nuevo presidente de la entidad. Junto con el entonces ministro de Justicia, Juan Carlos Campo, participó en la redacción de los indultos a los nueve líderes independentistas que concedió el Gobierno el 22 de junio de 2021.
En 2021 fue designado uno de los ponentes de la Ponencia Marco del 40 Congreso del PSOE, el máximo órgano de decisión del partido, que se reunió en Valencia en octubre de ese mismo año. Félix Bolaños coordinó la ponencia «PSOE 2030: un partido de futuro», sobre el diseño del modelo de organización política. En dicho Congreso, fue nombrado secretario para la Reforma Constitucional y Nuevos Derechos. El 1 de diciembre de 2024 fue nombrado secretario de Justicia enla nueva Ejecutiva del PSOE de Pedro Sánchez tras la celebración del 41 Congreso del PSOE.

### Pandemia de la COVID-19
El 14 de marzo de 2020 el Gobierno de España declaró el estado de alarma como medida excepcional para la contención de la pandemia de la COVID-19. El secretario general de la Presidencia negoció en nombre del Gobierno el apoyo de Ciudadanos a las prórrogas del estado de alarma. Formó parte del comité técnico para la desescalada y participó en el diseño del Plan para la Transición hacia una Nueva Normalidad, documento que protocolizaba la reactivación de las actividades que habían sido suspendidas o limitadas para reducir la movilidad y contener la pandemia.
El 16 de julio de 2020 tuvo lugar en el Palacio Real de Madrid el homenaje de Estado a las víctimas de la COVID-19 y de reconocimiento a la sociedad, el primer homenaje de Estado aconfesional organizado en España para honrar a fallecidos, en cuya organización participó el secretario general de la Presidencia, junto a la vicepresidencia primera, Carmen Calvo, y el secretario de Estado de Comunicación, Miguel Ángel Oliver.

### Ministro de la Presidencia

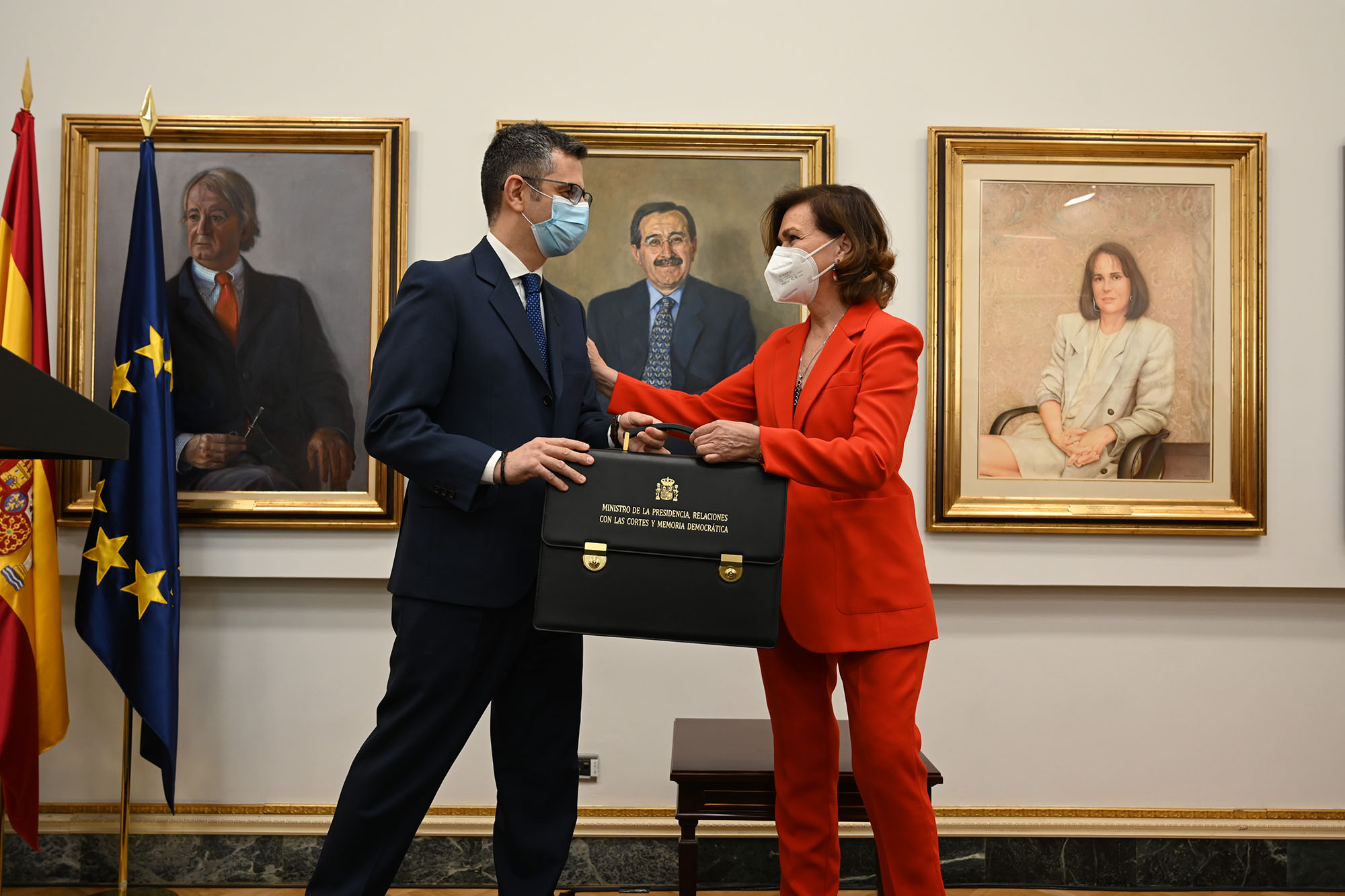
La vicepresidenta y ministra, Carmen Calvo, entregando la cartera de Presidencia a Félix Bolaños.

En julio de 2021, el presidente del Gobierno, Pedro Sánchez, llevó a cabo una remodelación del Gobierno que supuso la entrada a este de Bolaños, que sustituyó a la vicepresidenta Carmen Calvo al frente del Ministerio de la Presidencia, Relaciones con las Cortes y Memoria Democrática. Asimismo, como tal, se convirtió en secretario del Consejo de Ministros.
Ahora como ministro de la Presidencia, Bolaños continuó su labor de conseguir acuerdos entre el Gobierno y la oposición, tal y como ya hacía al frente de la Secretaría General de la Presidencia del Gobierno. Así, retomó las conversaciones con el principal partido de la oposición, el Partido Popular, para renovar las instituciones del Estado que estaban caducadas o a punto de caducar. El acuerdo, que en gran parte ya había sido negociado meses antes pero que no había podido concretarse, se confirmó en octubre de 2021. De este modo, los partidos del gobierno y el principal partido de la oposición acordaron renovar a los cuatro magistrados del Tribunal Constitucional que correspondía designar al Congreso de los Diputados, los doce consejeros del Tribunal de Cuentas, el Defensor del Pueblo y sus adjuntos así como los principales cargos de la Agencia Española de Protección de Datos. Fuera del acuerdo, sin embargo, quedó la renovación del Consejo General del Poder Judicial, pues persistía el desacuerdo entre gobierno y oposición por la forma de elegir a sus miembros.

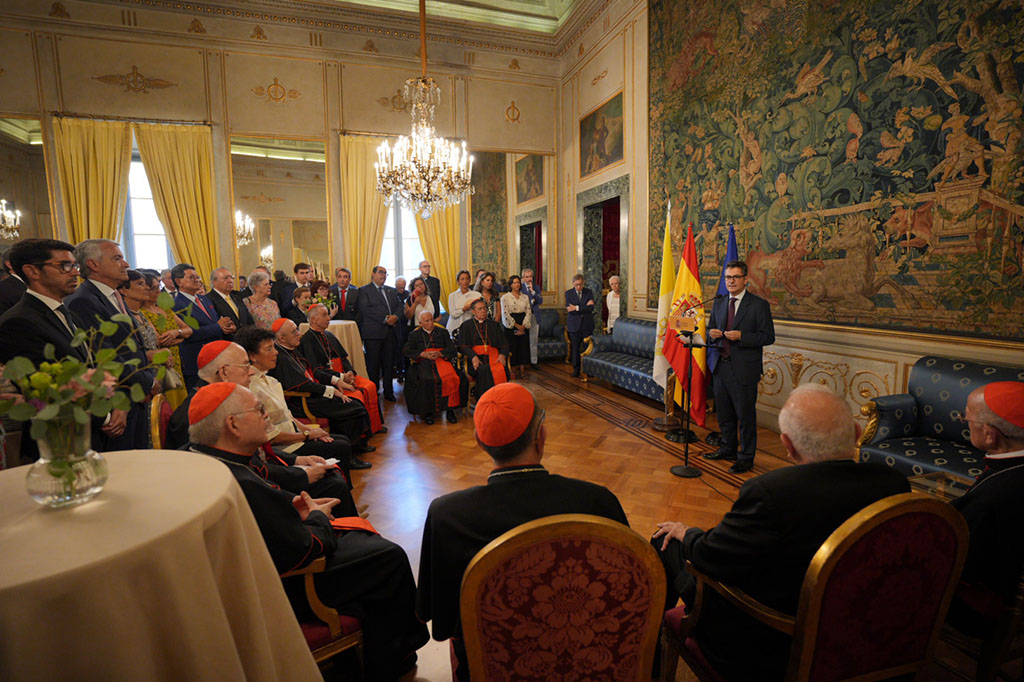
Bolaños asumió las relaciones con las religiones durante su mandato como ministro. En la imagen, durante una intervención en la Embajada de España ante la Santa Sede.

#### Evacuación de Afganistán
En agosto de 2021 recibió, por parte del presidente del Gobierno, el encargo de coordinar las labores de evacuación del contingente español y de los colaboradores afganos y sus familias tras la toma por los talibanes de Kabul. Dirigió las reuniones interministeriales con los equipos involucrados en el operativo, informó a los portavoces de los grupos parlamentarios en el Congreso del contenido, de la operación y el papel de España como punto de conexión europeo para los refugiados antes de ser reasignados a otros países. Tras la última operación, que tuvo lugar el 12 de octubre de 2021, España evacuó de territorio afgano a más de 2400 personas, de las cuales unas 1700 fueron acogidas en territorio español.

#### Reconstrucción de La Palma

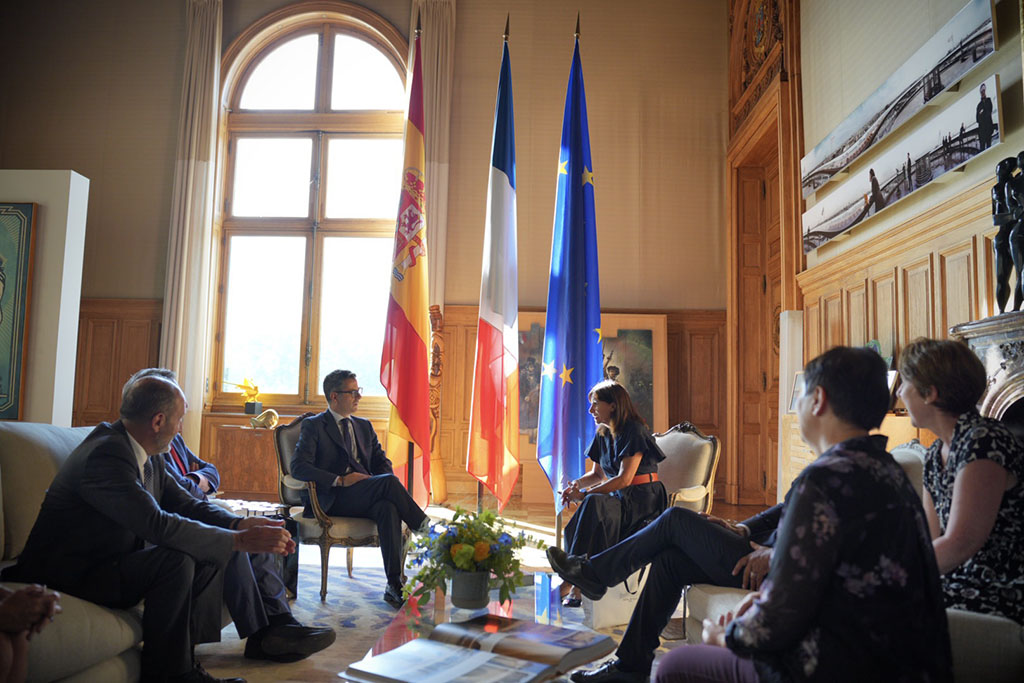
Bolaños con la alcaldesa de París, Anne Hidalgo.

En el mes de septiembre recibió el encargo de coordinar las actuaciones del Gobierno para la reconstrucción de la isla de La Palma tras la erupción del volcán de Cumbre Vieja, que duró 85 días y cuya superficie afectada alcanzó las 1219 hectáreas. Presidió la Comisión Interministerial, en la que participan doce ministerios, y copresidió, junto con el presidente de Canarias, Ángel Víctor Torres, la Comisión Mixta para la reconstrucción de la isla de la Palma, en la que colaboran los tres niveles administrativos: Gobierno de la Nación, Gobierno de Canarias y las entidades locales afectadas.

#### Casa Real
Tras la promesa del presidente del Gobierno de impulsar con la Casa Real una hoja de ruta para mejorar la transparencia y ejemplaridad de la institución, en abril de 2022 el Gobierno aprobó en Consejo de Ministros un real decreto, diseñado conjuntamente por el Ministerio de la Presidencia y la Jefatura del Estado que, entre otras novedades, sometía a la institución a las leyes de transparencia de 2013 y reguladora del alto cargo de 2015, permitiéndose así la fiscalización externa de sus cuentas mediante el Tribunal de Cuentas y la publicación del patrimonio del rey.

### Ministro de Justicia

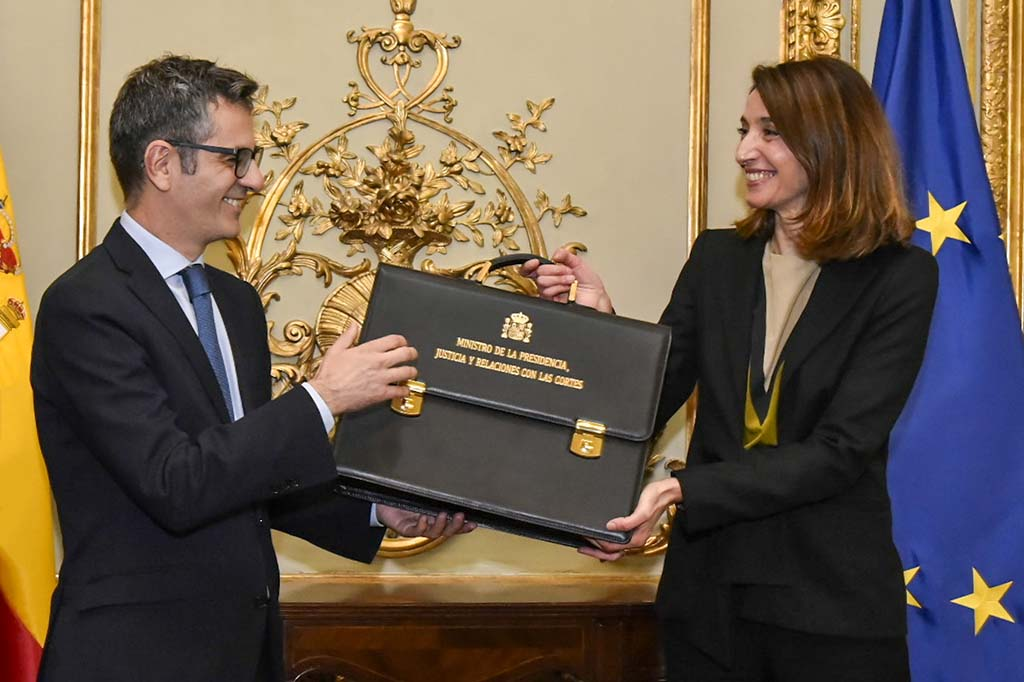
La ministra Pilar Llop entregando la cartera de Justicia a Félix Bolaños.

Tras ser investido presidente el 16 de noviembre, Pedro Sánchez propuso al rey Felipe que Bolaños mantuviera la cartera de Presidencia pero, además, añadiese a sus funciones la cartera de Justicia, siendo pues nombrado ministro de la Presidencia, Justicia y Relaciones con las Cortes el 20 de noviembre. Tomó posesión del cargo el 21 de noviembre en el Palacio de la Zarzuela.
Esta unión de carteras fue vista como una forma de reforzar el procedimiento de aprobación de la Ley de amnistía que fue presentada por el PSOE en el Congreso de los Diputados el 13 de noviembre y que Bolaños defendió personalmente.
Asimismo, en esta etapa se concluyeron las negociaciones entre el Gobierno y la oposición iniciadas años atrás en relación a la renovación del Consejo General del Poder Judicial, siendo este órgano renovado entre julio —elección de los vocales— y septiembre —asunción de María Isabel Perelló Doménech como presidenta— de 2024.

## Distinciones
- Cruz Distinguida de 2ª clase de la Orden de San Raimundo de Peñafort[50]
- Premio Ilustre del Colegio de Abogados de Madrid[50]
- Premio de la Escuela de Práctica Jurídica de la Universidad Complutense de Madrid[50]